# کل نیزار
کل نیزار یا ریدباک (نام علمی: Redunca) نام یک سرده از زیرخانواده نیزارکلیان است.